# Bahrain
Bahrain (în arabă ‏البحرين al-Baḥraynⓘ; în persană ‏بحرین Bahreyn), ortografiat în trecut și Bahrein, oficial Regatul Bahrain (arabă مملكة البحرين, Mamlakat al-Baḥrayn, literal: „Regatul celor Două Mări”), este o țară insulară independentă și suverană din Orientul Mijlociu, care cuprinde un arhipelag format din 33 de insule din sudul Golfului Persic, între Peninsula Qatar pe coasta de est și Arabia Saudită în partea de vest, este unul din statele din Golful Persic. Are o suprafață totală de 665 km². Principalele insule sunt Bahrain (562 km²), de departe, cea mai mare insulă; Al Muḩarraq; Umm o Na'san; Sitrah; Jiddah și grupul Ḩawar. Manama este capitala Bahrainului și cel mai mare oraș. Bahrainul a fost sub control britanic din 1861 până în 1971, când și-a câștigat independența.
Cel mai înalt vârf: Jabal ad Dukhan: 122 m,este situat în partea centrală a celei mai mari insule.
Pe coasta nordică, unde există izvoare carstice, cresc curmali și sunt cultivate legume (tomate) și fructe (pepeni). În trecut, întreaga suprafață a țării era acoperită cu păduri de curmali. Multe au fost tăiate odată cu industrializarea țării, altele s-au uscat din cauza scăderii nivelului pânzei freatice. Partea sudică a regatului este ocupată de mlaștini sărate și pustii. Aici suflă vânturi fierbinți și umede dinspre nord-vest sau brize calde și uscate din sud.
Căi rutiere: 3459 km. Din 1986, Bahrainul este unit cu Arabia Saudită prin podul și digul Regele Fahd, cu lungimea de 25 km, pe care se află o autostradă.

## Istorie
Bahrainul a fost un antrepozit pentru comerțul între India și Arabia din secolul al V-lea î.H.
Portughezii au fortificat Bahrainul în secolul al XVI-lea, dar au fost izgoniți de către șahul persan Abbas I la începutul secolului al XVII-lea. La sfârșitul secolului al XVIII-lea a devenit parte a Imperiului Otoman, condus de un șeic. În 1820, Bahrainul a început tratative cu Marea Britanie și a devenit protectorat al Marii Britanii în 1861. În 1971 a devenit emirat independent condus de Amir Isa bin Sulman al-Khalifa (pe tron din 1961) după ce forțele britanice s-au retras din regiune.
În iunie 1995 și la începutul lui 1996 au avut loc mișcări de protest, care au dus la arestarea a peste 600 de disidenți. După ce emirul fondator a murit în 1999, fiul acestuia, Hamad bin Isa al-Khalifa, a eliberat în februarie 2001 prin amnistie 4000 de deținuți politici, a abrogat Legea Securității Statului și a desființat Tribunalul de Securitate a Statului. S-a ținut un referendum, aprobat cu 98% din voturi, prin care se reintroducea parlamentul, se instituia un sistem judiciar independent și se dădea femeilor dreptul la vot.
Din februarie 2002, Bahrainul este o monarhie constituțională, șeicul Hamad bin Isa al-Khalifa declarându-se rege.
În februarie 2011 au avut loc proteste soldate cu morți și răniți după ce forțele de ordine au tras în demonstranții pașnici.
Dezvoltarea Bahrainului modern este legată de exploatarea și prelucrarea petrolului, începută în anul 1932 în Golful Persic. Până atunci, locuitorii statului Bahrain trăiau din agricultură, pescuit, cultivarea și comercializarea perlelor naturale sau de cultură și schimburi comerciale. Rezervele de petrol ale Bahrainului sunt însă pe cale de epuizare. Estimările apreciază că exploatarea petrolului emiratului va continua până spre jumătatea secolului al XXI-lea, făcând necesară o nouă strategie de dezvoltare. De aceea, de câțiva ani a început restructurarea economiei: accentul este pus pe dezvoltarea de noi ramuri industriale (industria aluminiului), atragerea de investitori străini datorită existenței unei rețele de transporturi și telecomunicații foarte bine dezvoltată, servicii financiare off-shore, turism, comerț regional, desalinizarea apei de mare pentru ameliorarea alimentării cu apă potabilă și pentru agricultura modernă.
Rezervele de petrol s-au terminat pe la mijlocul anilor 1970.
Bahrainul găzduiește Flota a Cincea a Statelor Unite ale Americii.

## Geografie

### Clima
Clima Bahrainului este tropicală aridă. Temperaturi medii multianuale: +17 grade C în ianuarie și + 34 grade C în iulie. Vara temperatura depășește frecvent + 40 grade C. Precipitațiile aproape lipsesc.
| Date climatice pentru Manama                  | Date climatice pentru Manama | Date climatice pentru Manama | Date climatice pentru Manama | Date climatice pentru Manama | Date climatice pentru Manama | Date climatice pentru Manama | Date climatice pentru Manama | Date climatice pentru Manama | Date climatice pentru Manama | Date climatice pentru Manama | Date climatice pentru Manama | Date climatice pentru Manama | Date climatice pentru Manama |
| Luna                                          | Ian                          | Feb                          | Mar                          | Apr                          | Mai                          | Iun                          | Iul                          | Aug                          | Sep                          | Oct                          | Nov                          | Dec                          | Anual                        |
| --------------------------------------------- | ---------------------------- | ---------------------------- | ---------------------------- | ---------------------------- | ---------------------------- | ---------------------------- | ---------------------------- | ---------------------------- | ---------------------------- | ---------------------------- | ---------------------------- | ---------------------------- | ---------------------------- |
| Maxima medie °C (°F)                          | 20.0 (68)                    | 21.2 (70,2)                  | 24.7 (76,5)                  | 29.2 (84,6)                  | 34.1 (93,4)                  | 36.4 (97,5)                  | 37.9 (100,2)                 | 38.0 (100,4)                 | 36.5 (97,7)                  | 33.1 (91,6)                  | 27.8 (82)                    | 22.3 (72,1)                  | 30,1 (86,2)                  |
| Minima medie °C (°F)                          | 14.1 (57,4)                  | 14.9 (58,8)                  | 17.8 (64)                    | 21.5 (70,7)                  | 26.0 (78,8)                  | 28.8 (83,8)                  | 30.4 (86,7)                  | 30.5 (86,9)                  | 28.6 (83,5)                  | 25.5 (77,9)                  | 21.2 (70,2)                  | 16.2 (61,2)                  | 23,0 (73,4)                  |
| Precipitații mm (inches)                      | 14.6 (0.575)                 | 16.0 (0.63)                  | 13.9 (0.547)                 | 10.0 (0.394)                 | 1.1 (0.043)                  | 0 (0)                        | 0 (0)                        | 0 (0)                        | 0 (0)                        | 0.5 (0.02)                   | 3.8 (0.15)                   | 10.9 (0.429)                 | 70,8 (2,787)                 |
| Nr. de zile cu precipitații                   | 2.0                          | 1.9                          | 1.9                          | 1.4                          | 0.2                          | 0                            | 0                            | 0                            | 0                            | 0.1                          | 0.7                          | 1.7                          | 9,9                          |
| Sursă: World Meteorological Organisation (UN) |                              |                              |                              |                              |                              |                              |                              |                              |                              |                              |                              |                              |                              |

## Patrimoniul mondial UNESCO

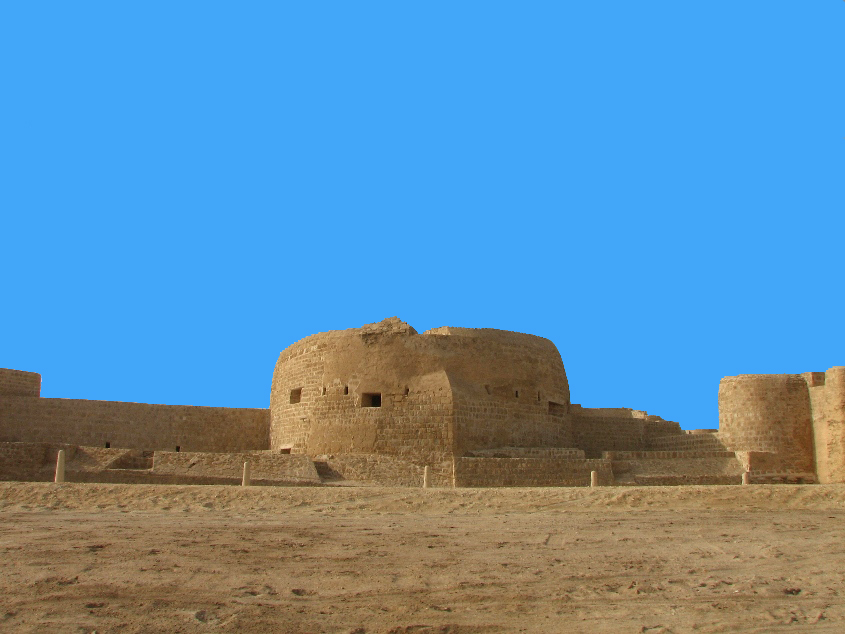
Qal'at al-Bahrain

Pe lista patrimoniului mondial UNESCO este inclus următorul obiectiv din Bahrain (în stânga: anul preluării bunului/locului pe Lista UNESCO):
- 2005 Situl arheologic Qal'at al-Bahrain